# Charles Frédéric Petit
Charles Frédéric Petit, francoski lokostrelec, * 1857, † 19. februar 1947.
Petit je sodeloval na lokostrelskem delu poletnih olimpijskih igrah leta 1900 v disciplinah Au Chapelet na 33 m (tretje mesto) in Au Cordon Doré na 33 m (tretje mesto).